# Przegrzewacz
Przegrzewacz – część kotła parowego, przeważnie w postaci wiązki rur, służy do ogrzania pary nasyconej powyżej temperatury nasycenia i otrzymania pary przegrzanej. Wprowadzenie przegrzewaczy podniosło sprawność maszyn parowych tłokowych i umożliwiło zastosowanie turbin parowych. Ogólnie im wyższa temperatura pary, tym większa sprawność termiczna maszyny. Dlatego zadaniem przegrzewacza jest wytworzenie pary o możliwie wysokiej temperaturze.
W celu podniesienia sprawności siłowni parowej stosowany jest powszechnie w energetyce przegrzew wtórny pary wodnej. Para po częściowym rozprężeniu w części wysokoprężnej turbiny kierowana jest z powrotem do kotła parowego w celu podniesienia jej temperatury (a więc i entalpii). Oprócz podniesienia sprawności zabieg ten powoduje zwiększenie stopnia suchości pary na wylocie z turbiny.
Przegrzewacz znalazł doniosłe zastosowanie w konstrukcji parowozów, pozwalając na zwiększenie ich sprawności i mocy. Pierwszy praktyczny przegrzewacz został opracowany w Niemczech przez inżyniera Wilhelma Schmidta w latach 90. XIX wieku. W 1893 roku opatentował on przegrzewacz do stacjonarnej maszyny parowej, a następnie pracował wraz z Robertem Garbe nad przegrzewaczem do parowozu. Pierwsza lokomotywa z wczesną formą przegrzewacza pruskiej serii S 4 została zbudowana w 1898 roku, a do produkcji seryjnej weszła w 1902. Początkowo stosowano przegrzewacze komorowe w dymnicy parowozów, lecz już w 1903 roku Schmidt opracował powszechnie używany model przegrzewacza płomienicowego, w którym para płynęła przez zagięte rurki przegrzewacza, mieszczące się w walczaku kotła w rurach ogniowych - płomienicach, którymi płynęły gorące spaliny z paleniska. Kilku innych konstruktorów opracowało też swoje modele przegrzewacza, lecz nie zyskały one większego znaczenia.